# Pierre Meuldermans
Pierre Meuldermans (ur. 2 lipca 1914 w Antwerpii – zm. 1 grudnia 1979 w Antwerpii) – belgijski piłkarz grający na pozycji pomocnika. Był reprezentantem Belgii.

## Kariera klubowa
Całą swoją karierę piłkarską Meuldermans spędził w klubie Beerschot VAC z Antwerpii. Swój debiut w nim w pierwszej lidze belgijskiej zaliczył w sezonie 1930/1931 i grał w nim do końca sezonu 1941/1942. Z Beerschotem wywalczył dwa tytuły mistrza Belgii w sezonach 1937/1938 i 1938/1939 oraz dwa wicemistrzostwa Belgii w sezonach 1936/1937 i 1941/1942.

## Kariera reprezentacyjna
W reprezentacji Belgii Meuldermans zadebiutował 29 marca 1936 w przegranym 0:8 towarzyskim meczu z Holandią, rozegranym w Amsterdamie. Grał w eliminacjach do MŚ 1938. Od 1936 do 1938 rozegrał w kadrze narodowej 2 mecze.